# 千岛湖
千岛湖，为新安江水电站的水体部分（又称新安江水库），位于中华人民共和国浙江省杭州市西南部的淳安县和建德市境内，以发电为主，兼有防洪、灌溉、渔业、航运、旅游等功能。为多年调节大型水库。1959年在新安江建德马铜官峡筑坝兴建水电站而形成的人工湖，面积达567.40平方公里。水库蓄水后未被淹没的山峰形成岛屿，当水库水位运行于108米高程（黄海）时，2500平方米以上岛屿共1078个，因此新安江水库得名千岛湖:25。
千岛湖整个湖区分为中心、东南、西北、西南和东北五个地理风格约有差异的区域，其中的中心和东南湖区已经开发成为商业旅游区。

## 歷史沿革
1947年（民国36年）11月19日～11月24日，浙江省钱塘江海塘工程局会同浙江省水利局、全国水力发电工程总处、水利部和中央地质调查所，由汪胡桢等7人组成钱塘江上游调查团，先后察勘浙江、安徽交界处的街口、建德罗桐埠和桐庐七里泷等处坝址，淳安贺城至建德梅城间和桐庐至杭州间的河道形势，编成《钱塘江上游察勘报告》，形成街口、邵村、罗桐埠3级开发方案。
1953年4月，以浙江水力发电工程处为基础，成立华东水力发电工程局，承担新安江等水力发电站的勘测设计前期工作。
1954年8月，电力工业部水利发电建设总局组织编写了新安江流域技术经济调查报告，提出了一级开发、坝址、工程规模等方案。经国家建委批准。上海勘测设计院会同地质部门开展初步设计，1956年6月完成《初步设计书》，经批准列入国家第一个五年计划重点建设项目和1956年国家计划。
1956年8月20日，新安江水库开始准备工程施工，全线整修杭州至淳安公路，并加固桥梁，建上坝公路；1956年10月动工兴建兰溪至铜官专用铁路。水电站工程由新安江水力发电工程局承建。1957年4月，主体工程正式动工兴建。1958年7月，黄坛口水电站开始向新安江工地供电，为施工期主要电源。1959年9月，新安江截流，水库开始蓄水。淹没区域包括淳安、遂安的贺城、狮城、威坪镇、茶园镇（今淳安县石林镇茶园村）和港口镇三个城镇（1958年，淳安、遂安两县合并为现在的淳安县），49个乡的1377个自然村，耕地良田超过三十万亩和城镇工商企业两百多家。
1960年4月22日，新安江水电厂建成，第一台7.25万千瓦机组开始发电。1960年9月26日，新安江水电厂和华东电网并网供电。1977年，9台机组全部安装完毕，总容量66.25万千瓦。1977年10月22日，最后一台机组投入运行。
土石方开挖585.8万m3。混凝土浇筑175.5万m3。使用水泥34.74万吨、钢材36 150吨、木材13.55万m3。使用2000万工日。总投资4.43亿元，实际造价3.31亿元。
1966年7月12日，杭州市大雨，新安江水库水位上升，大坝启闸泄洪，約有30萬人受影響。
1982年11月8日，新安江水库被国务院确定为第一批国家级风景名胜区，称“富春江—新安江风景名胜区”。1984年12月15日，经浙江省地名委员会批准，千岛湖作为新安江水库的风景区名。

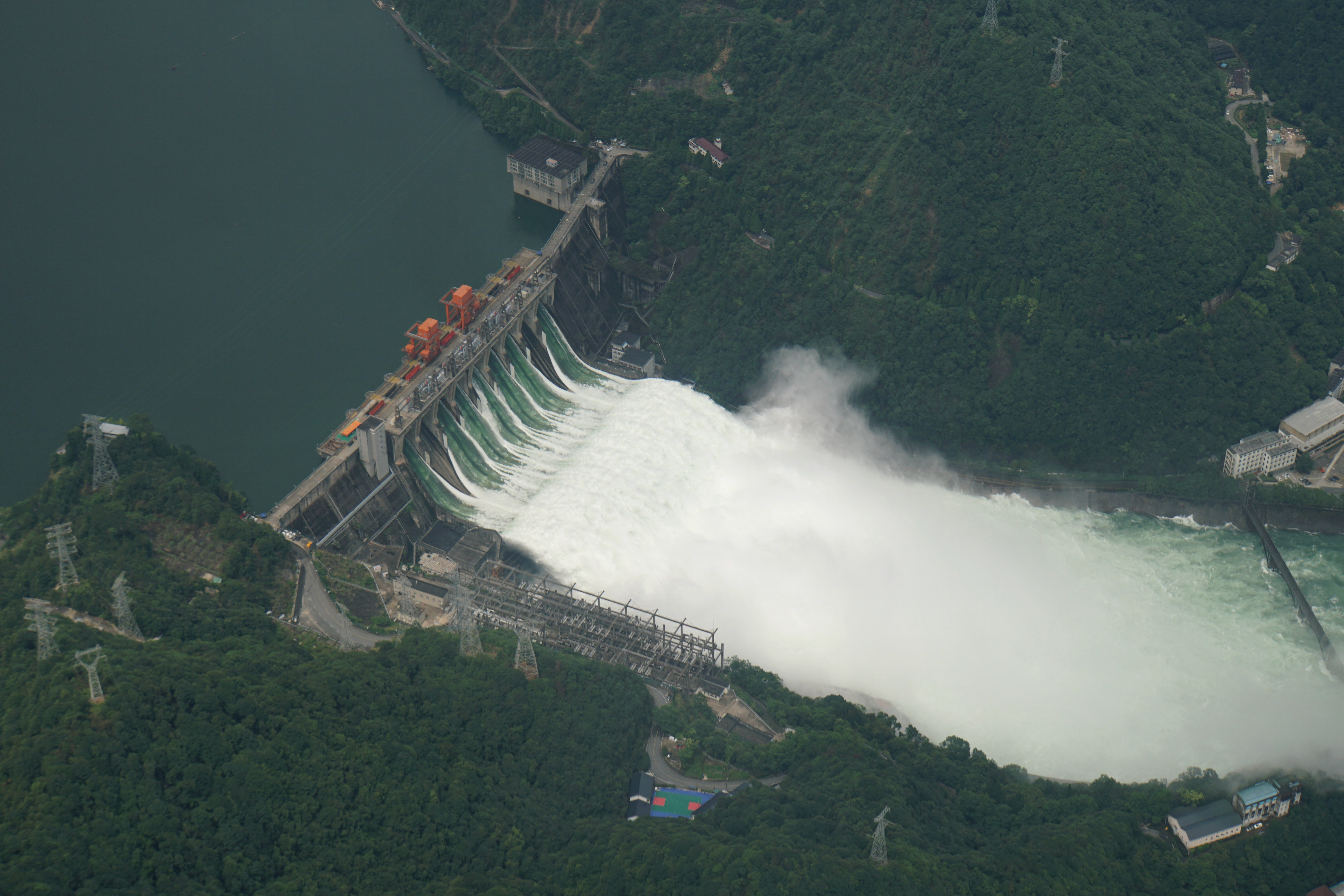
2020年7月10日，7孔泄洪的新安江水电站。

2020年中国南方水灾期间，浙江多地大暴雨，截至7月9日14时的初步统计，浙江受灾人口18.4万人，紧急转移安置人口5.2万人，农作物受灾面积1.1万公顷，倒损房屋1000余间，直接经济损失7.1亿元。自5月29日入梅以来，杭州市淳安县遭受史上最强梅雨。7月8日，千岛湖（新安江水电站）水位达到史上最高，108.43米。8日9时起，新安江水电站开始泄洪。这是水电站建成以来，首次正式9孔全开泄洪。9日6时许，泄洪洪峰顺新安江、富春江抵达钱塘江杭州滨江段。潮水和洪水叠加之下，钱塘江杭州闸口水文站最高水位达7.43米。富春江、新安江、兰江汇流的——建德市梅城镇的12个村落因此次泄洪受灾。

## 地理
库区地形以低山丘陵为主，最高海拔967米。山地土壤主要是红壤、黄壤和岩性土。

## 技术指标
混凝土宽缝重力坝。共26个坝块组成，其中第23号坝块因受大跃进影响，为节省成本而采用低质水泥浇筑，给水库大坝埋下了溃坝隐患。坝址位于铜官峡上段，距杭州市170千米。最大坝高105米，坝顶高程115.0米。坝顶宽8.5米。坝线全长465.4米，分26个坝段。河床部坝段布置9个溢流表孔，堰顶高程99米，每孔净宽13米，平面定轮闸门，最大泄量万年一遇13,200立方米/秒，下泄水流通过厂房顶经末端差动式鼻坎挑流消能。
坝址以上流域面积10,442平方千米。多年平均径流量112.6亿立方米。多年平均径流量357立方米/秒。
多年调节大（一）型水库。总库容220亿立方米，有效库容102.7亿立方米，防洪库容47.3亿立方米。死水位86米，死库容75.7亿立方米。汛限水位106.5米。正常高水位108米，正常高水位库容178.4亿立方米，正常高水位时水库面积580平方千米，回水长度143千米。设计洪水位111米，设计洪峰流量千年一遇27,600立方米/秒。校核洪水位114米，校核洪峰流量万年一遇41 280立方米/秒。
坝后溢流式厂房，长213.1米，宽17米。安装4台单机容量7.5万千瓦和5台单机容量7.25万千瓦混流式水电机组。保证出力17.8万千瓦。多年平均发电量18.6亿度。110kV和220kV开关站各4回布置在坝下游右岸山体。设计水头73米，最大水头84.3米，最小水头57.8米。
升船机位于左岸。

## 生态

### 植被
库区的原生植被为亚热带常绿阔叶林，建设水库时原生植被被严重破坏，现存植被是建库后经过封山育林并人工补植形成的。自1963年以来，先后在千岛湖进行过5次森林资源调查，森林覆盖率由23.8％增加到89.4％。湖区森林面积为14.23平方千米, 小片常绿阔叶林与大面积的马尾松林和针阔混交林镶嵌状分布。

### 动物
养鱼水面60万亩，是杭州市淡水鱼增养殖基地之一:25。建库初期放养鱼苗从长江沿岸各地或杭嘉湖等地购得:55，现有鲢、鳝、草、青、鲤、饵铺等74类鱼种:446-447，湾、坑、溪流中还有石斑鱼和石鸡:530。夏季鸟类达60种以上:81，有被列入《国际鸟盟红皮书亚洲受胁鸟类》的极度濒危鸟类海南鳽。主要使用土拦、网拦库湾和网箱培育鱼种:55。
2000年，提出“保水渔业”生态模式，增殖放流鲢鳙鱼类以净化水质。2005年建成了当时中国最大的鲟鱼养殖基地。
千岛湖鱼为中国地理标志产品。

### 水体
千岛湖最吸引人的还是其超过170亿立方米的一级水体，能见度达到10米以上，而且在多数湖区可以直接饮用。在建德市与千岛湖镇建有农夫山泉生产基地，直接抽取湖中深层水。
杭州市第二水源千岛湖配水工程于2014年12月开工建设，西起千岛湖，东至余杭闲林水库，通过输水管道向杭州城区供水。2019年9月该工程正式通水运行。。

## 旅游
2006年接待游客180万人，门票收入达1.31亿元，旅游经济总收入19.1亿元，2009年旅游经济总收入38.1亿元。目前淳安直接从事旅游业有1.5万人，带动间接从业达到6万多人，占到全县总就业人数的27％。
2015年初从湖区观光游向全域式旅游转型。

## 文化
和千岛湖有关的诗歌有《过新安江贻京邑游好》、《青溪》（李白）:548-549。2001年以来，千岛湖秀水节每两年举行一次。

## 影响与争议

### 建造淹没村镇
1959年，新安江水电站建成蓄水，淹没区涉及建德县、淳安县、遂安县、歙县。淹没2座县城、8个镇、39个乡、1377个自然村、255家企业、270268间房屋、307838亩耕地、10万亩林地。289951人离别故土，移往浙、赣（18个县10.2万人）、皖各地。淳安县比较平坦的地方全部淹没，留下了比较高的山地。现在的淳安县城千岛湖镇也建立在山顶上。

### 罪案
- 1994年3月31日千島湖事件（臺灣籍旅遊團遭縱火劫殺案）

## 图片集
淳安自古便是交通要道，且这一地区土地肥沃，所以在古代这一地区经济发达，人口稠密。1959年水库建成后，将淳安，遂安两座县城及周边的面积的古村落、古民居淹没在水下，使得这些遗迹保存完好。其中淳安县更是以从古代至近代的牌坊而出名，被称为“牌坊博物馆”。据国家海洋局测绘显示，淳安县城城墙周长2.75公里，高度两米，有城门五座。

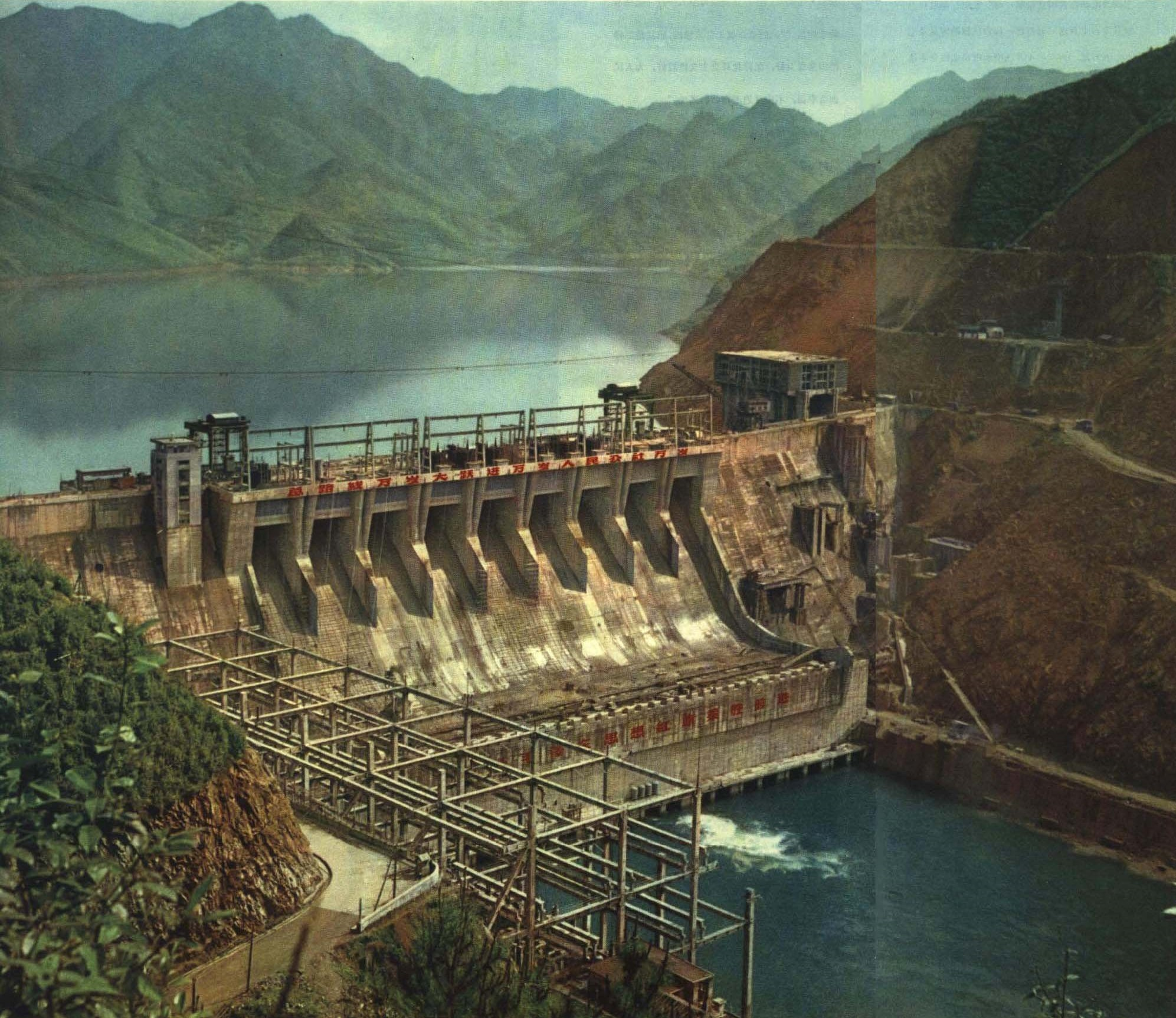
1963年 新安江水电站
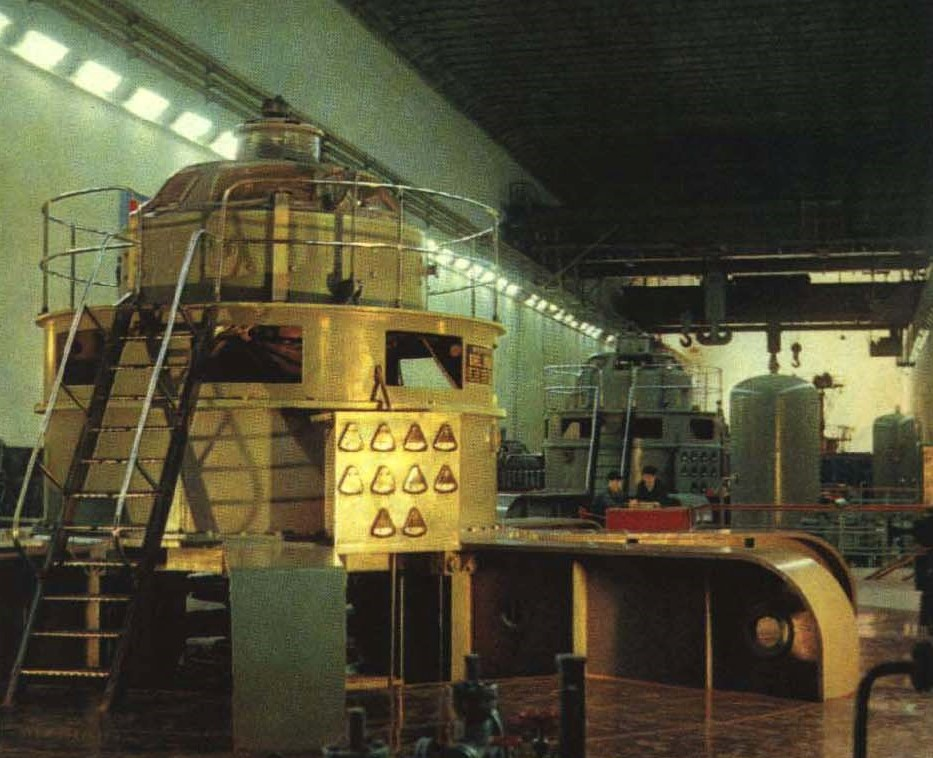
1963年 新安江水电站发电机
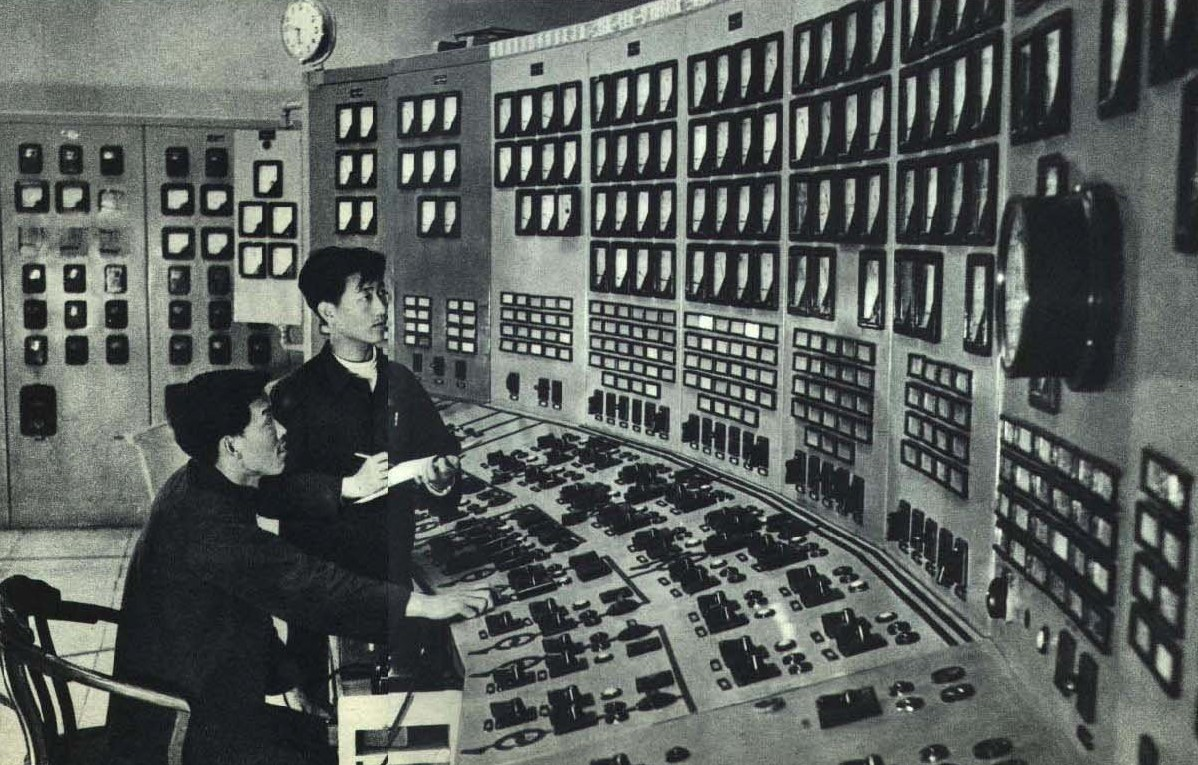
1963年 新安江水电站中央控制室
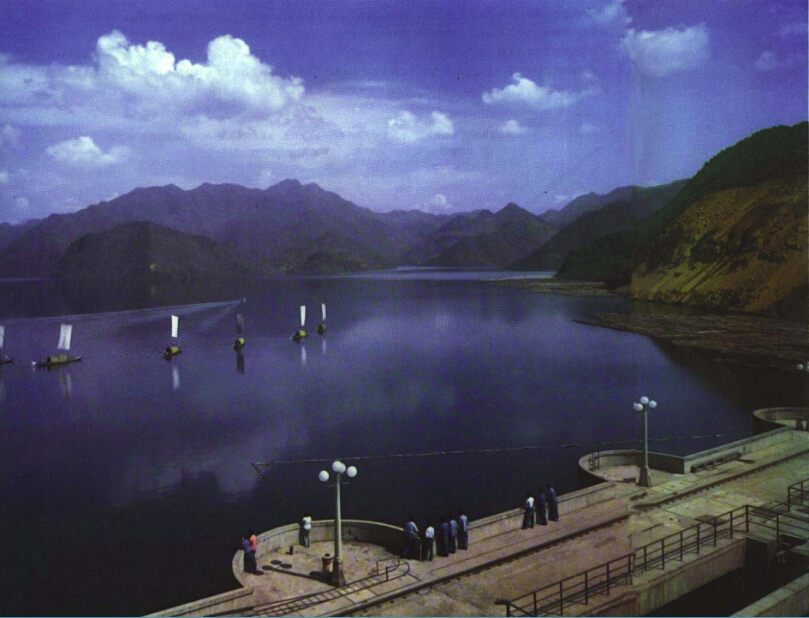
1966年新安江水库
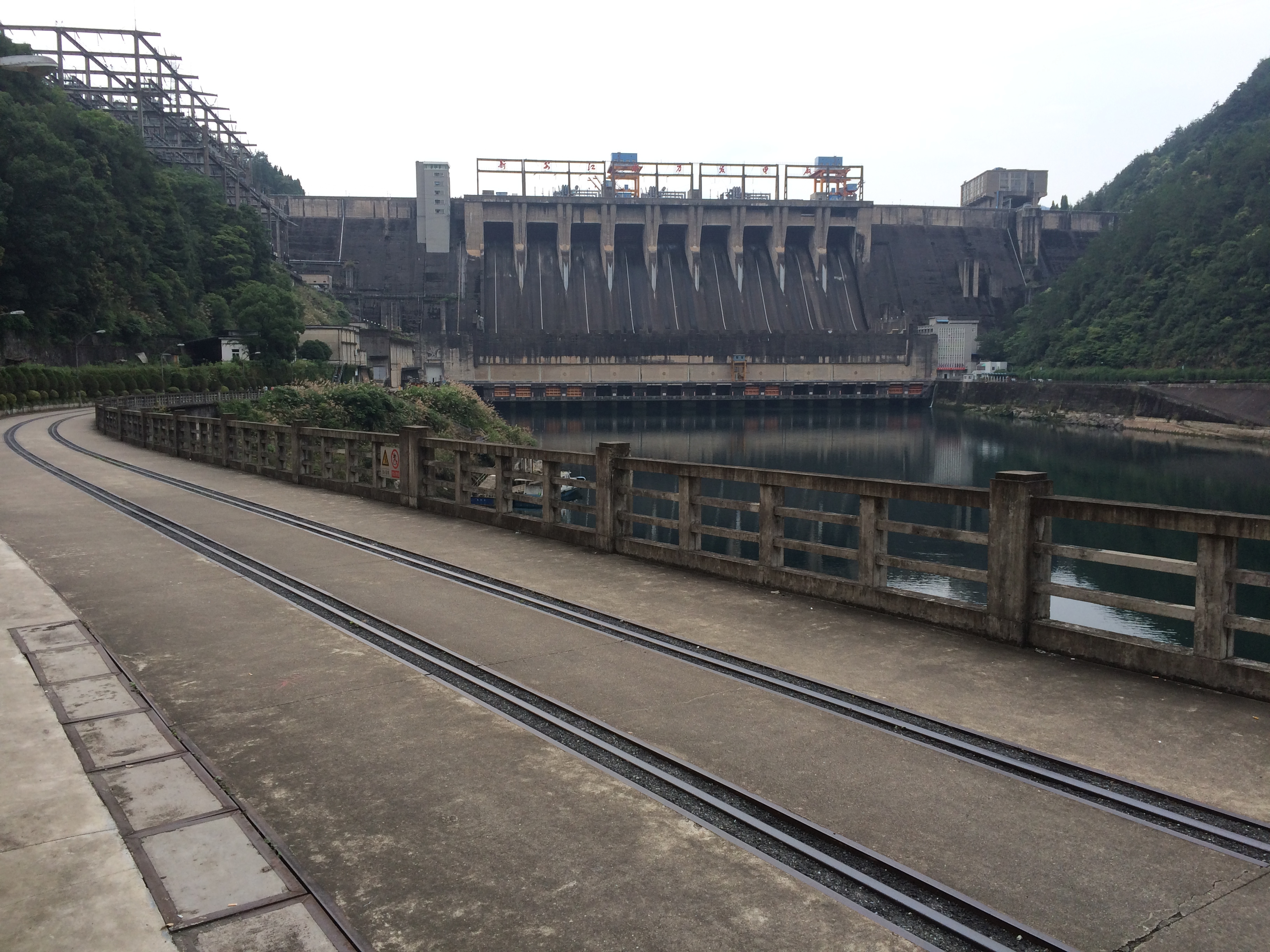
2015年新安江水库大坝
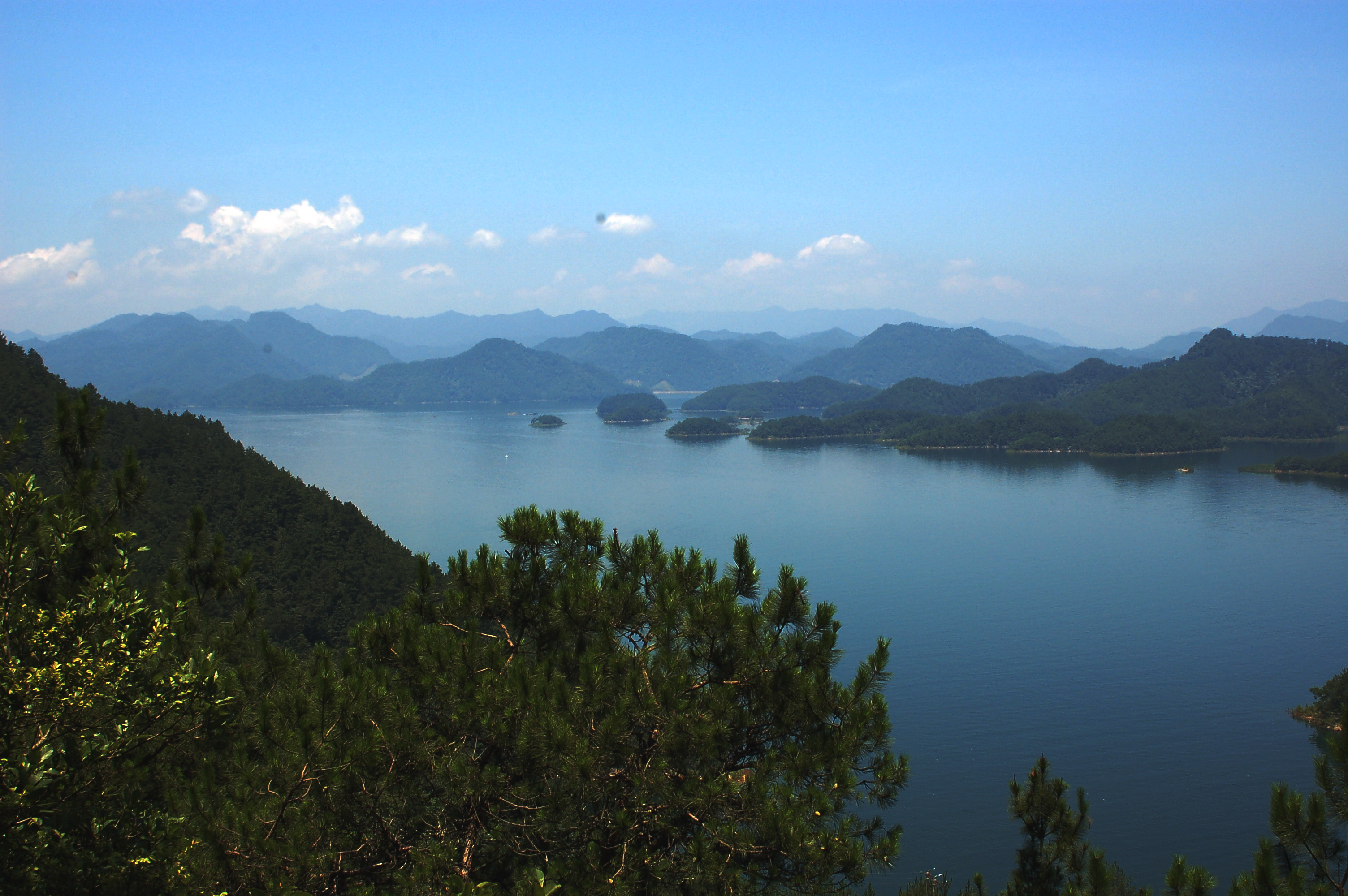
鸟瞰千岛湖
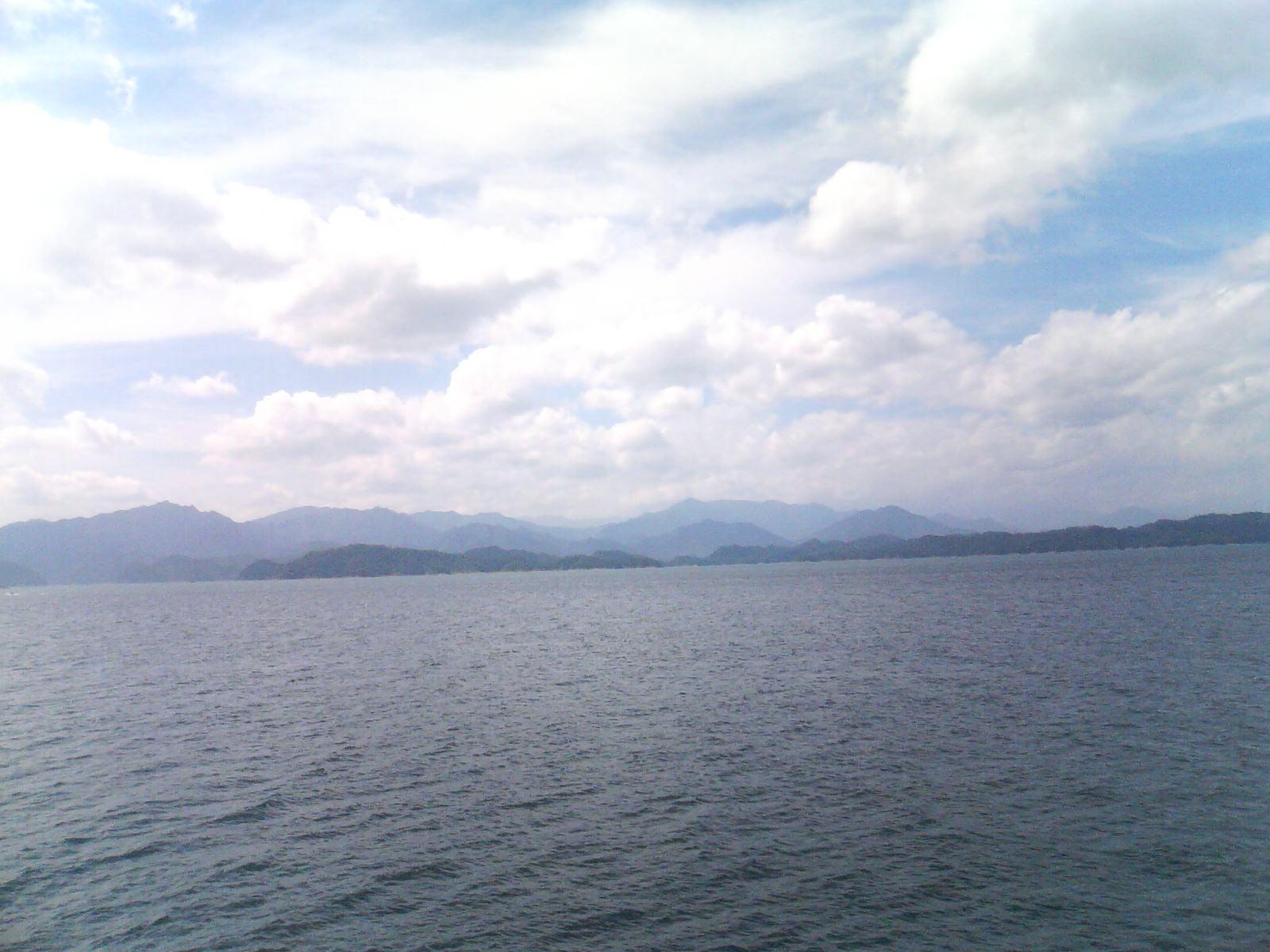
千岛湖风光
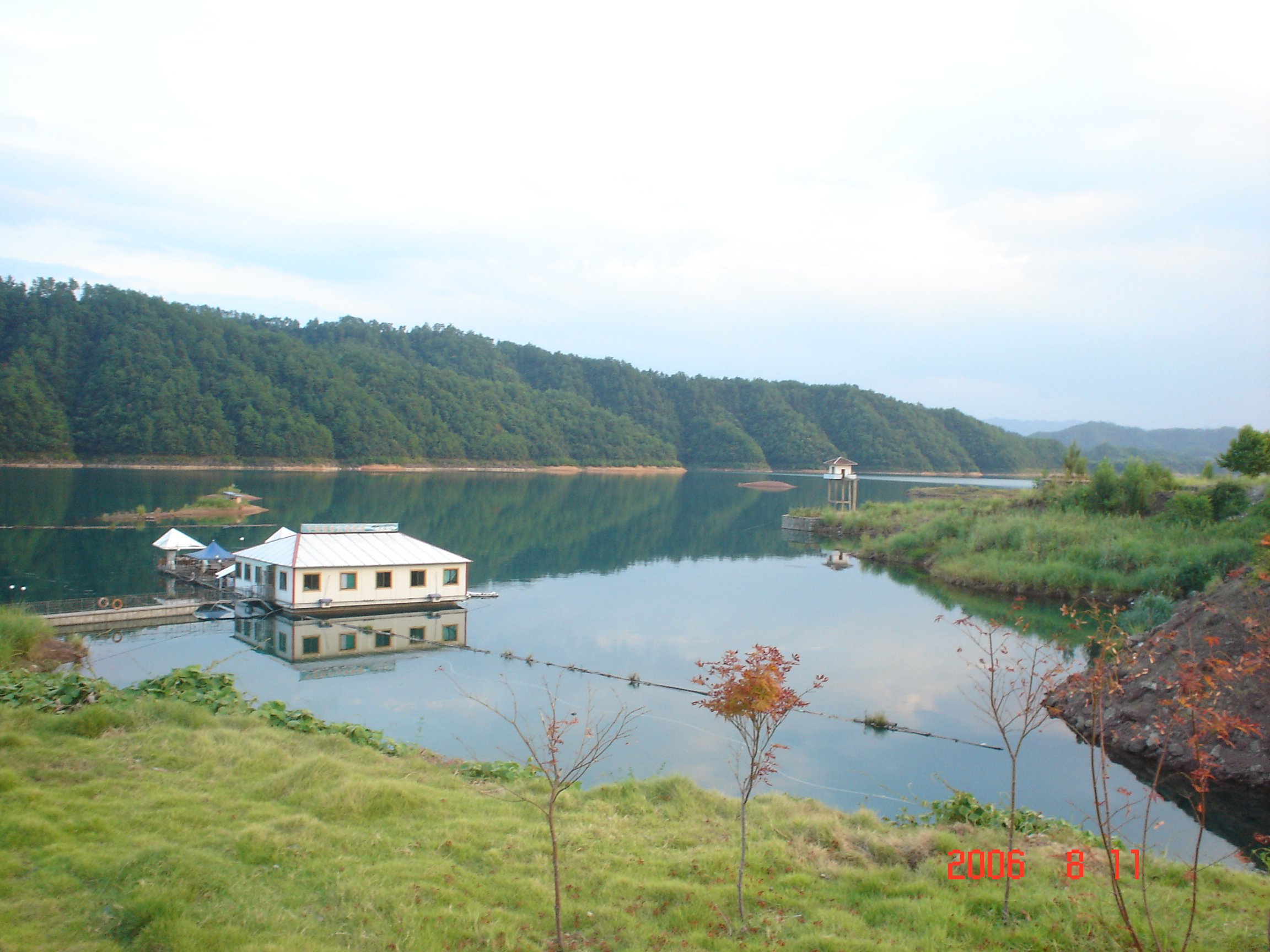
三潭岛
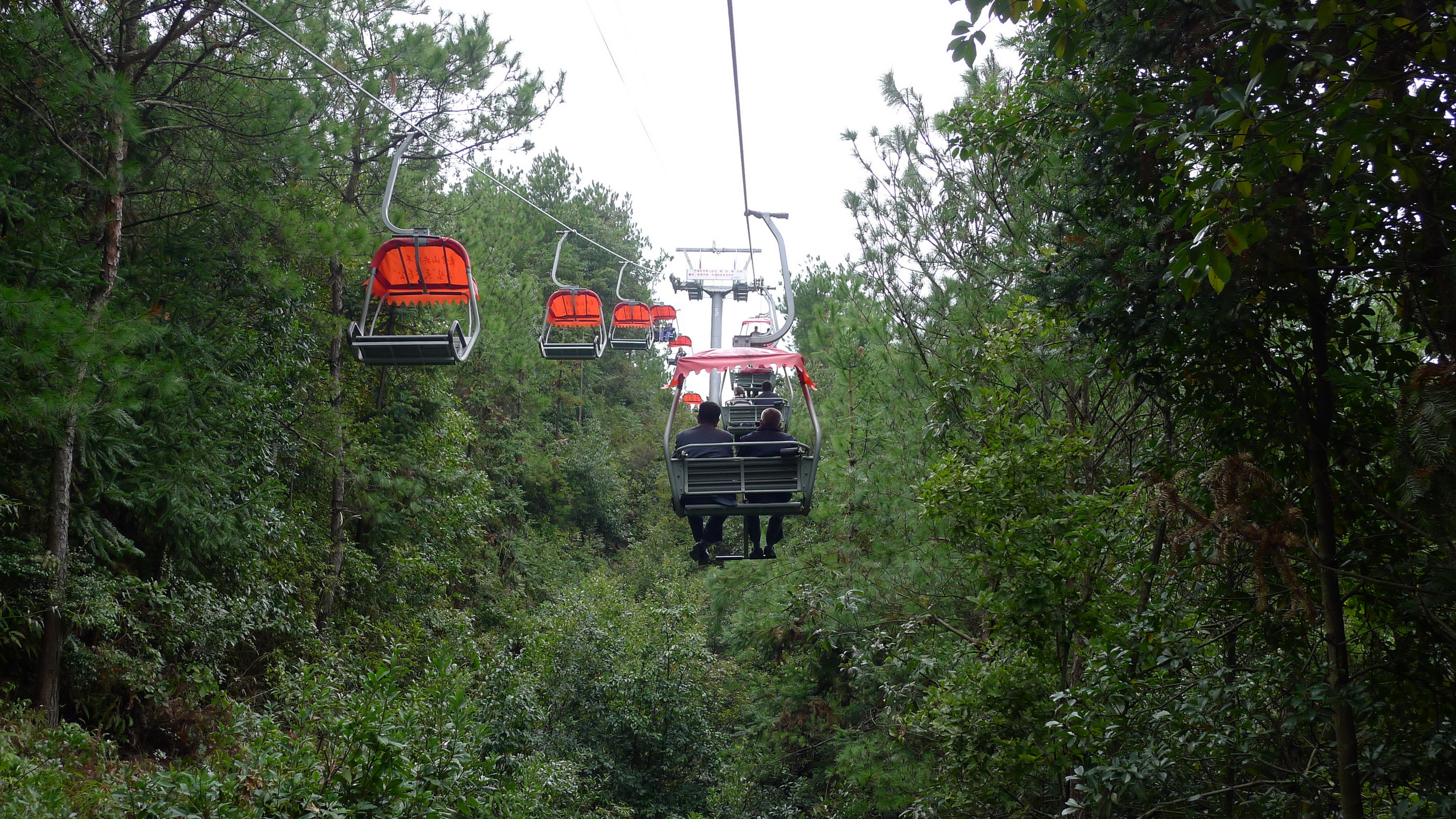
千岛湖梅峰索道
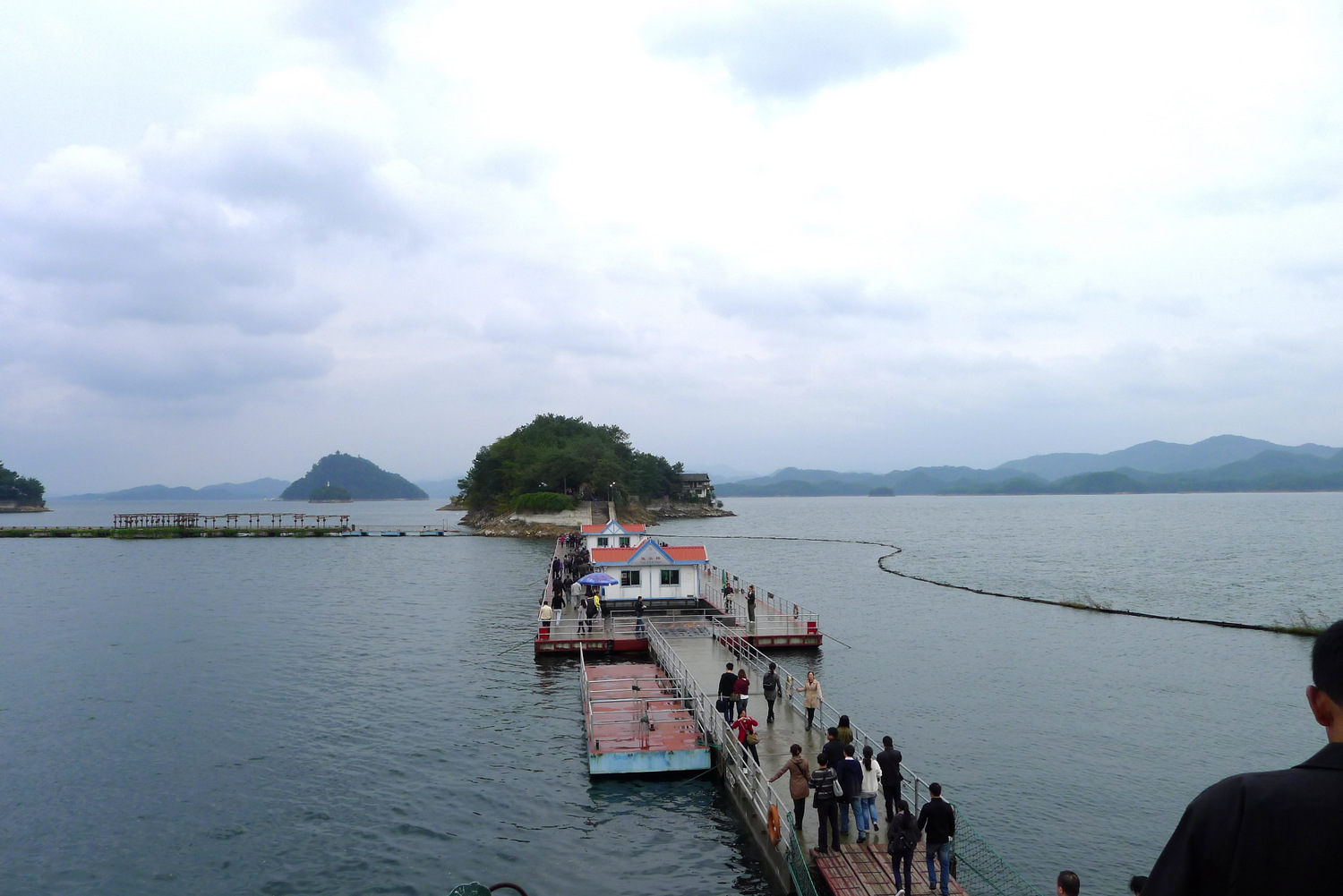
千岛湖浮桥
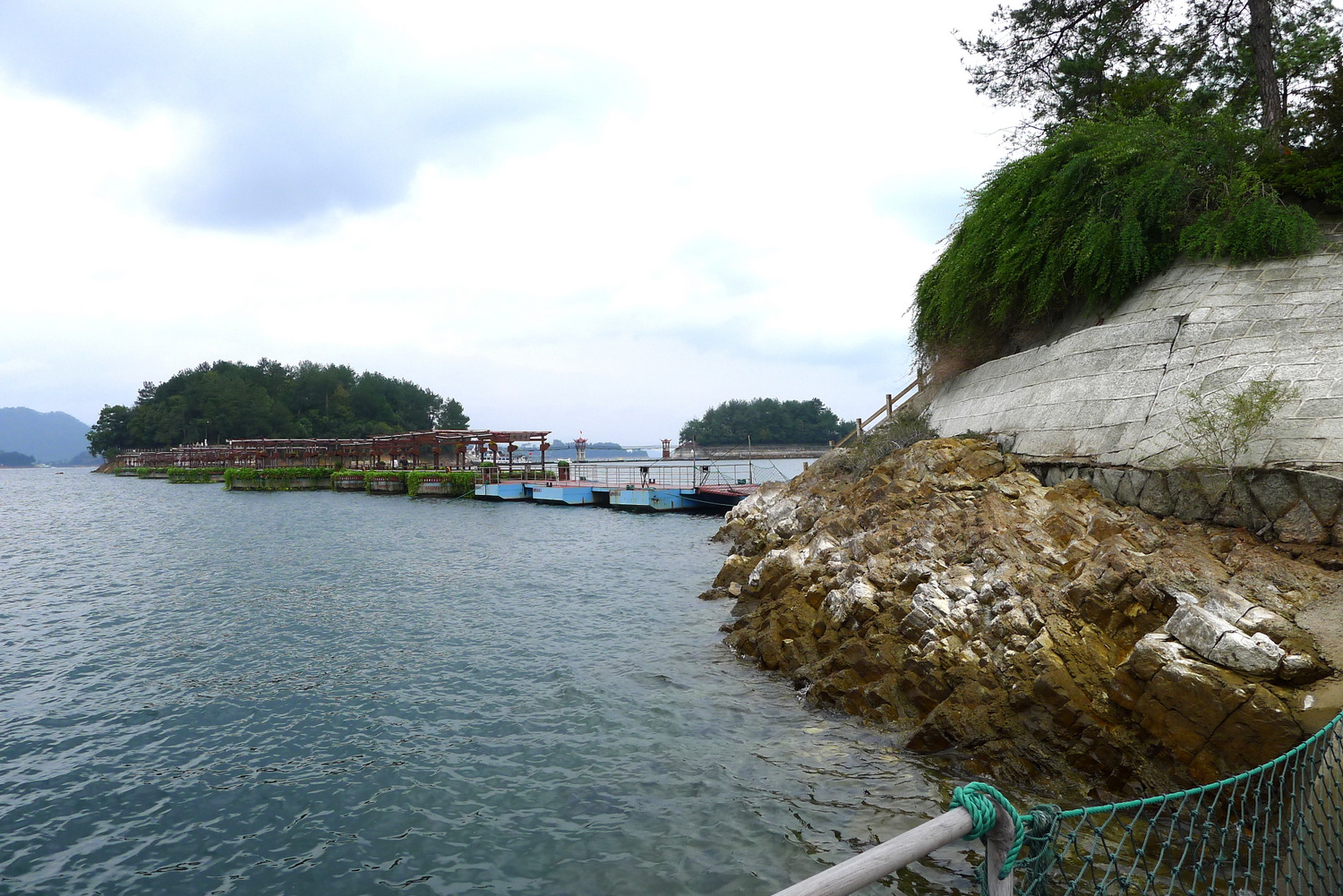
千岛湖
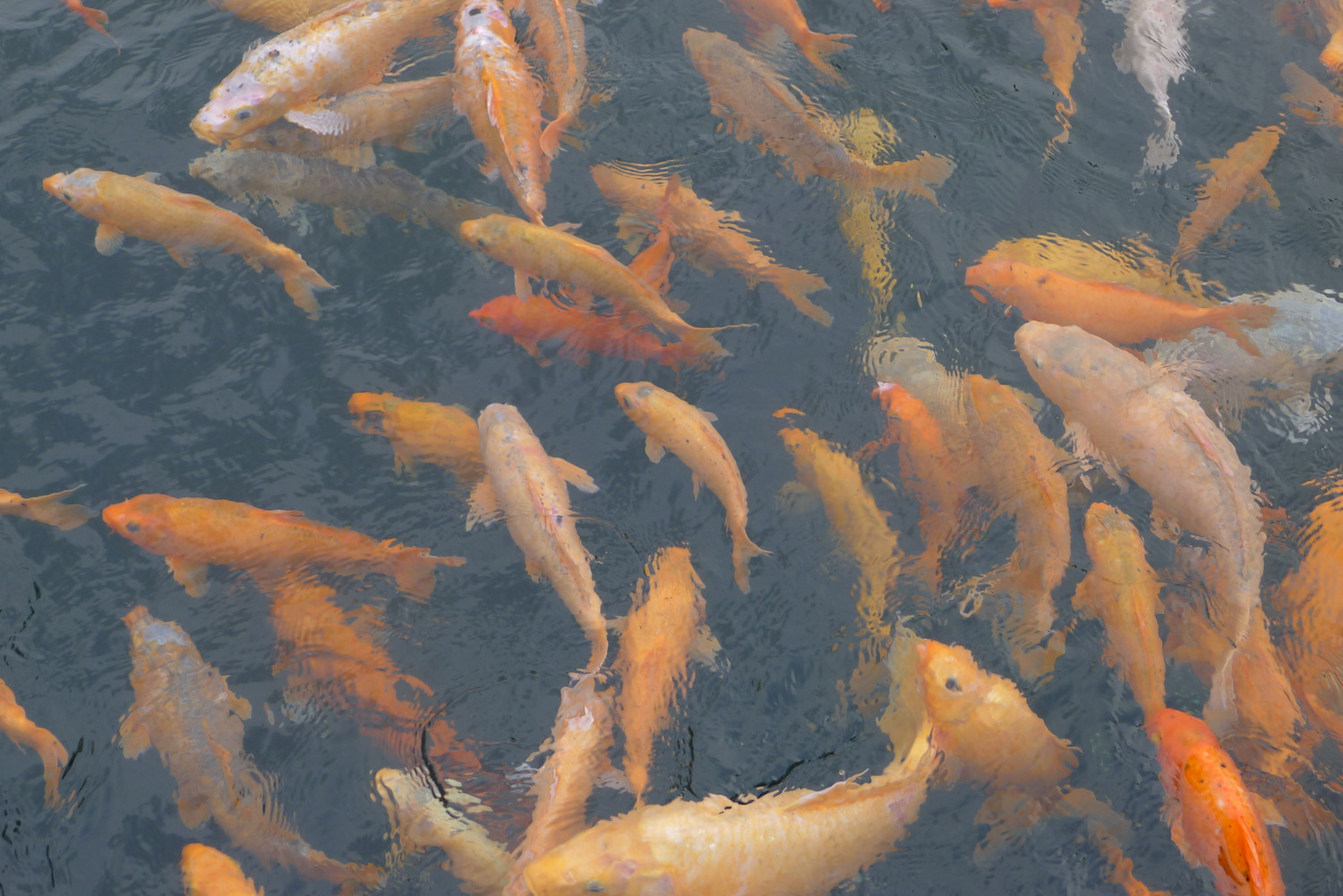
千岛湖金鱼水池
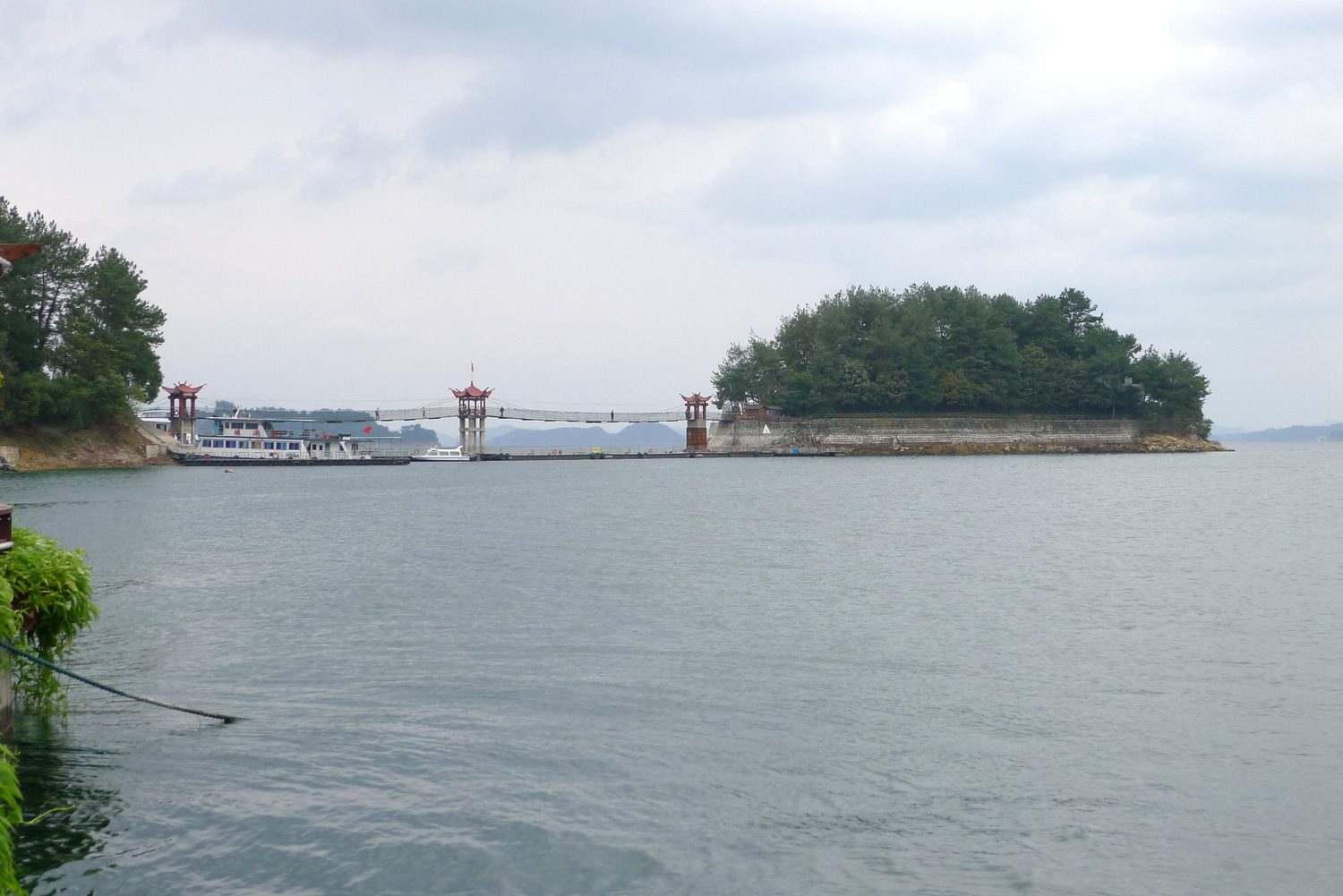
千岛湖中心岛
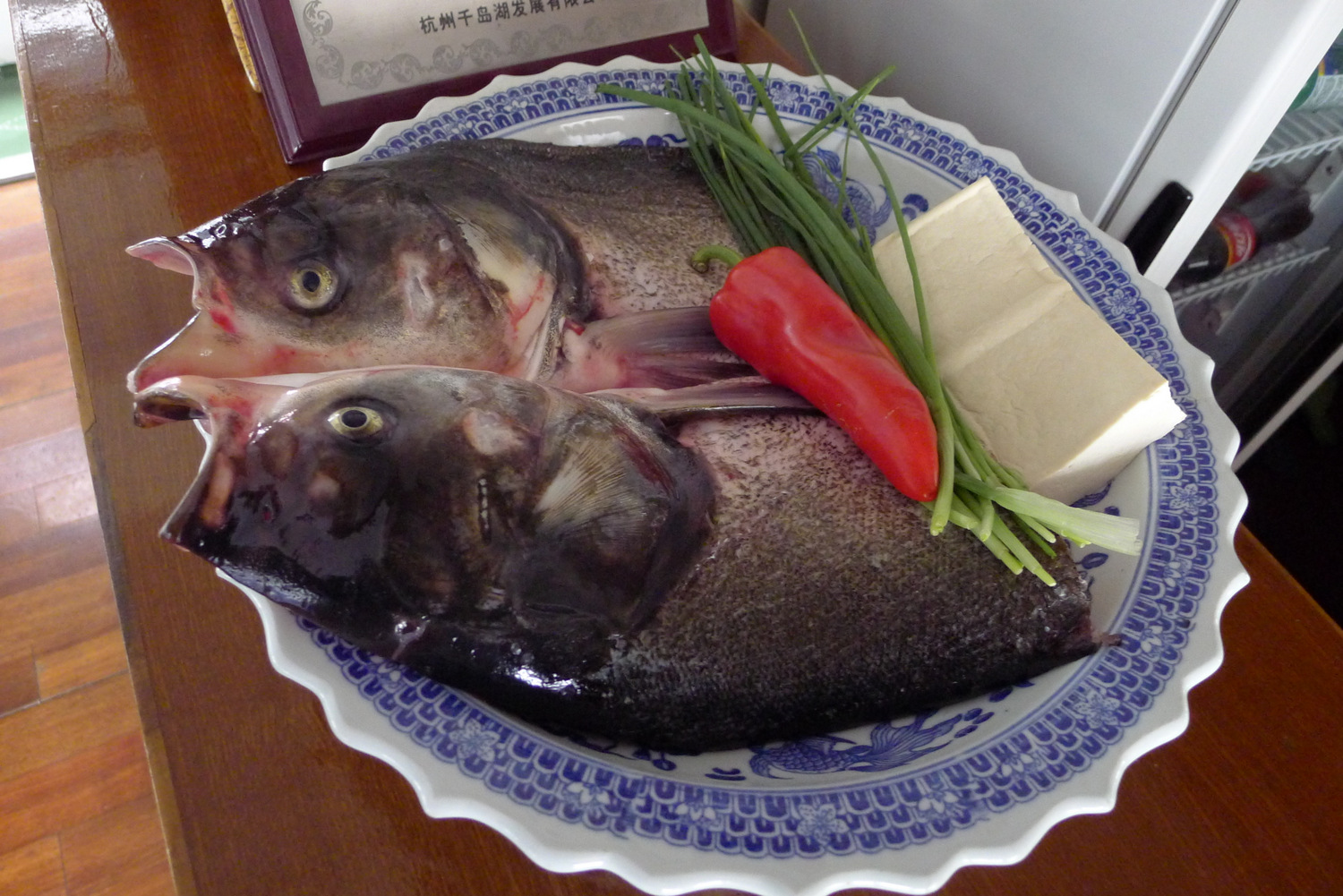
千岛湖鱼头豆腐汤

## 外部連結
- 千岛湖旅游网（页面存档备份，存于）
- 千島湖旅遊局繁體官網（页面存档备份，存于）